# Holophryxus richardii
Holophryxus richardii är en kräftdjursart som beskrevs av Jean Baptiste François René Koehler 1911. Holophryxus richardii ingår i släktet Holophryxus, och familjen Dajidae. Arten har ej påträffats i Sverige.